# Telia Company
Telia Company è la principale compagnia telefonica e operatore di telefonia mobile in Svezia, Finlandia ed Estonia; è attiva anche nel resto della Scandinavia, in altri paesi dell'Europa orientale, in Spagna e in Nepal. Nel 2005 contava 28,7 milioni di utenze nei due paesi scandinavi, nel 2013 182 milioni di utenti tramite tutti i marchi controllati. Ha sede a Stoccolma ed è quotata alla Borsa di Stoccolma e alla Borsa di Helsinki.

## Storia
Telia Company è il risultato della fusione avvenuta nel 2003 tra le due compagnie di telecomunicazioni, la svedese Telia e la finlandese Sonera. I due marchi continuano ad essere utilizzati separatamente nei due paesi.
Lo Stato svedese possiede il 43,5% delle azioni, lo Stato finlandese il 13,2%, il resto è posseduto da altre società, investitori privati svedesi, finlandesi ed esteri.

### Telia
La svedese Kungl. Telegrafverket (Società Telegrafica Reale) fu fondata nel 1853, quando fu realizzata la prima linea telegrafica tra Stoccolma e Uppsala. La Svezia fu una delle poche nazioni in cui il sistema Bell non prese mai piede, dato che quest'invenzione di Alexander Graham Bell non era brevettata in Svezia, favorendo la locale Ericsson. In questa competizione per le prime linee telefoniche la Telegrafverket con il suo marchio Rikstelefon arrivò più tardi. Comunque detenendo il monopolio sulle linee a grande distanza, con il tempo riuscì a prendere il controllo delle reti locali gestite da società private.
Negli anni 1980, Televerket fu un pioniere nel campo della telefonia mobile utilizzando prima il sistema NMT seguito poi dal GSM.
Una posizione di monopolio fu raggiunta de facto attorno al 1920. Nel 1953 il nome dell'azienda fu modernizzato in Televerket. Il 1º luglio 1992 fu istituita la Post- och telestyrelsen (PTS), un'agenzia statale con compiti di sorveglianza nel settore delle comunicazioni. Il 1º luglio 1993 l'operatore telefonico fu trasformato in una società per azioni a controllo statale, chiamata Telia AB.
Aziende private nel campo della telefonia mobile analogica avevano già rotto il monopolio statale e la crescita di Internet aumentò la competizione, il rivale più importante di Telia in questi settori fu Tele2.
All'apice della cosiddetta bolla delle dot-com, il 13 giugno 2000, circa un terzo delle azioni di Telia furono quotate in borsa, operazione da cui lo Stato svedese trasse grandi profitti. Telia non vinse la gara indetta dalla PTS per le licenze di telefonia mobile di terza generazione nel dicembre 2000; successivamente firmò un accordo con Tele2 per poter utilizzare le sue reti 3G.

### Sonera
La storia di Sonera risale al 1917, quando fu fondata Suomen Lennätinlaitos (Agenzia del telegrafo finlandese). Nel 1927 l'agenzia telegrafica fu fusa con le Poste finlandesi per formare una nuova agenzia, Poste e Telecomunicazioni della Finlandia. Questa agenzia ha governato tutte le chiamate interurbane e internazionali fino al 1994, quando i concorrenti hanno potuto entrare nel mercato finlandese. Nello stesso anno, l'agenzia delle poste e dei telegrafi è stata divisa in due società, Suomen Posti Oy (Poste finlandesi) e Telecom Finland Oy. Telecom Finland ha poi cambiato il suo nome in Sonera nel 1998.

## Presenza nel mondo
Telia Company è presente con lo stesso logo (una pietra) ma con nomi differenti in:
- Azerbaigian con il marchio Azercell
- Danimarca con il nome Telia
- Estonia con il marchio Telia
- Finlandia con il nome Telia
- Georgia con i marchi Geocell e Lailai
- Kazakistan con Kcell
- Lituania con Omnitel
- Moldavia con Moldcell
- Nepal con Ncell
- Norvegia con NetCom
- Russia possiede il 25,2% di MegaFon, il secondo più grande operatore di telefonia mobile in Russia.
- Svezia con Telia
- Tagikistan con il marchio Tcell
- Uzbekistan con il marchio Ucell

È invece presente con altri loghi in:
- Danimarca con i marchi Call me e DLG Tele
- Kazakistan con il marchio Activ
- Lettonia con i marchi OKarte, Amigo e LMT
- Lituania con i marchi Ezys e TEO
- Norvegia con il nome Chess
- Spagna con Yoigo
- Svezia con il marchio Halebop